# Coaxiaal

Coaxiale kabel: 1. binnengeleider, 2. isolatiemateriaal, 3. buitengeleider, 4. mantel.

Coaxiaal wil zeggen dat twee of meer dingen om een gemeenschappelijk as zitten of draaien.

## Voorbeelden
- Horloges met een coaxiaal echappement

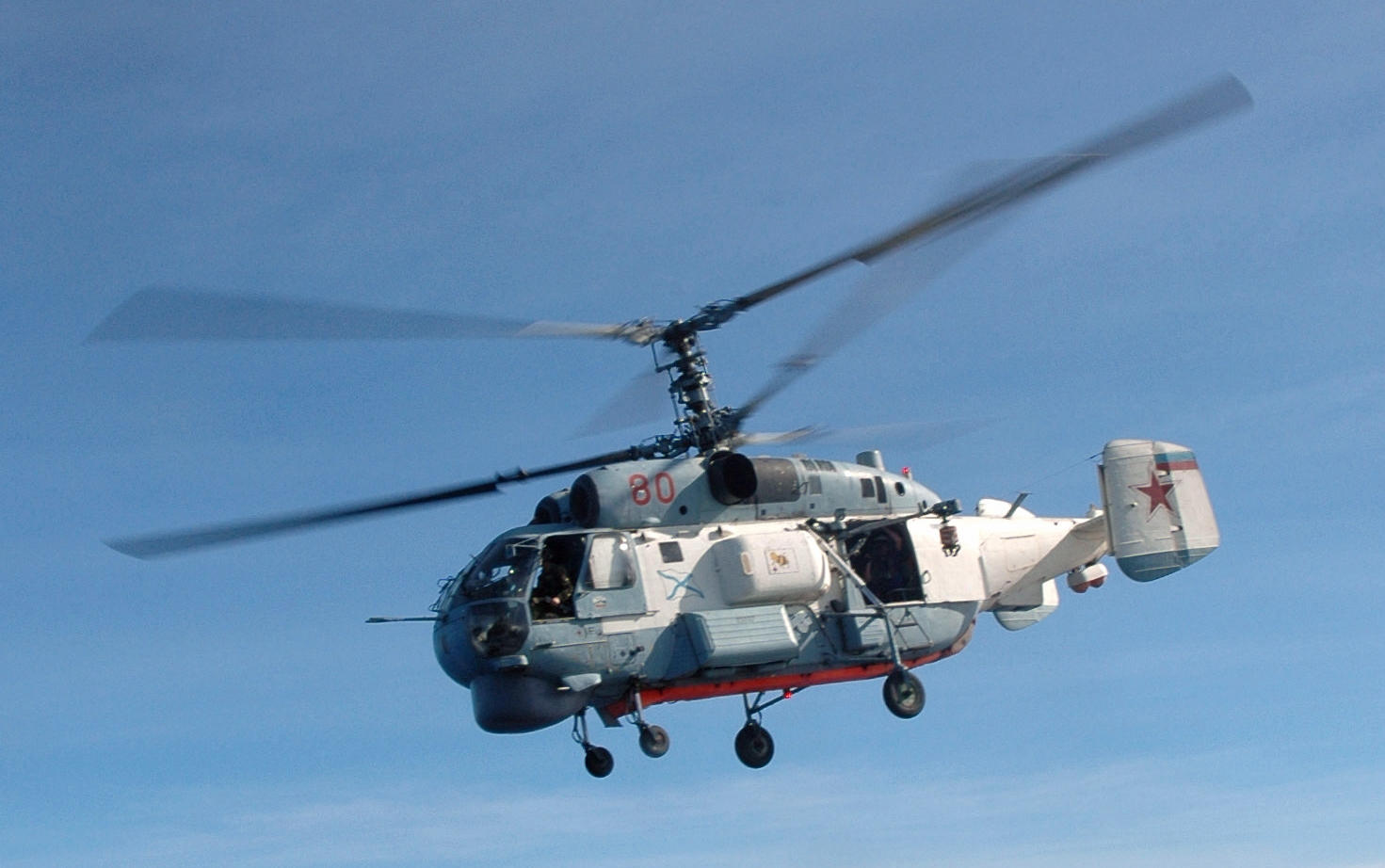
Kamov Ka-27 helikopter met coaxiale rotor

- Coaxiale kabel
- Tulpstekker
- Helikopters met coaxiale rotoren